# Bergisches Haus

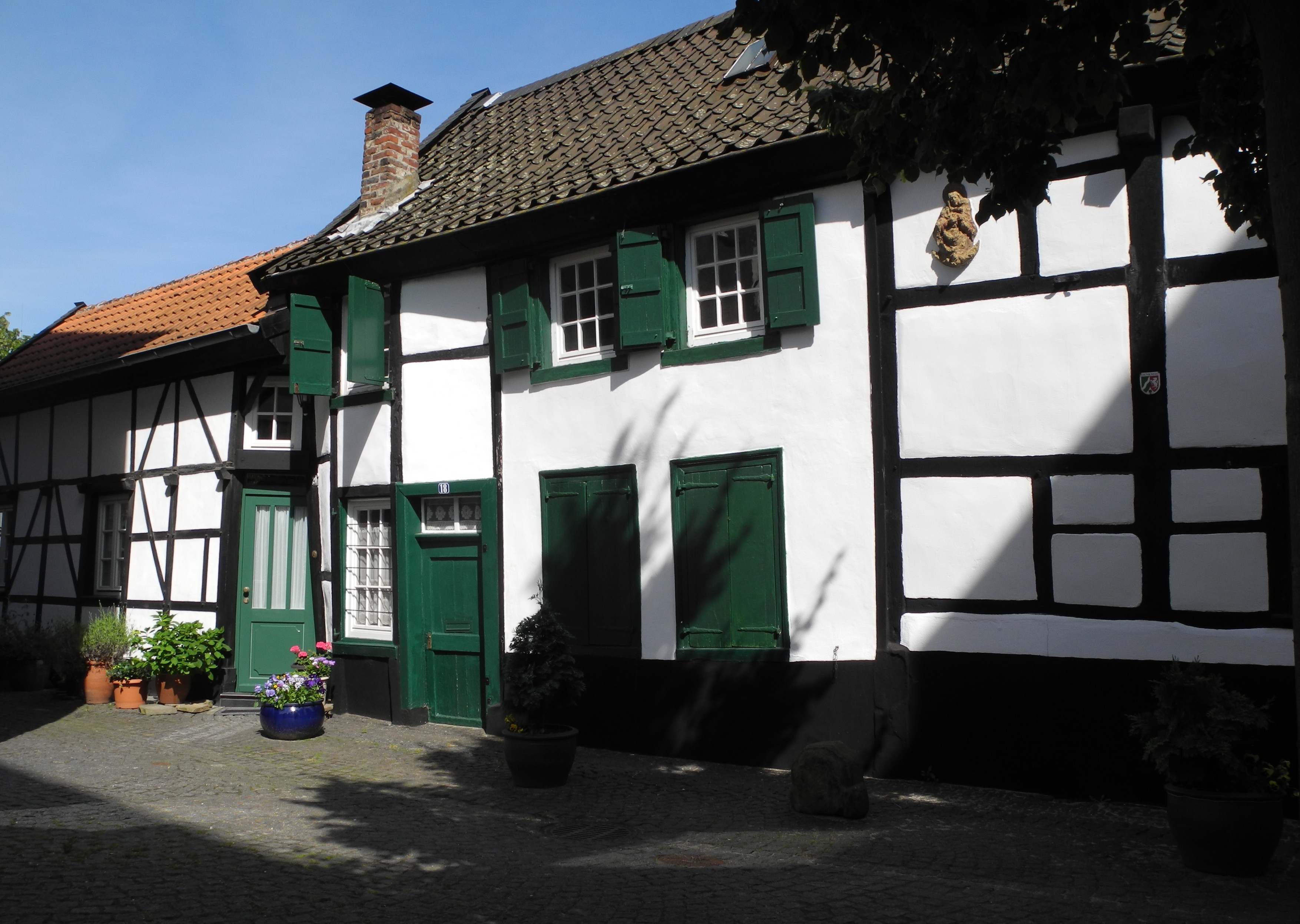
Straße in Mülheim an der Ruhr

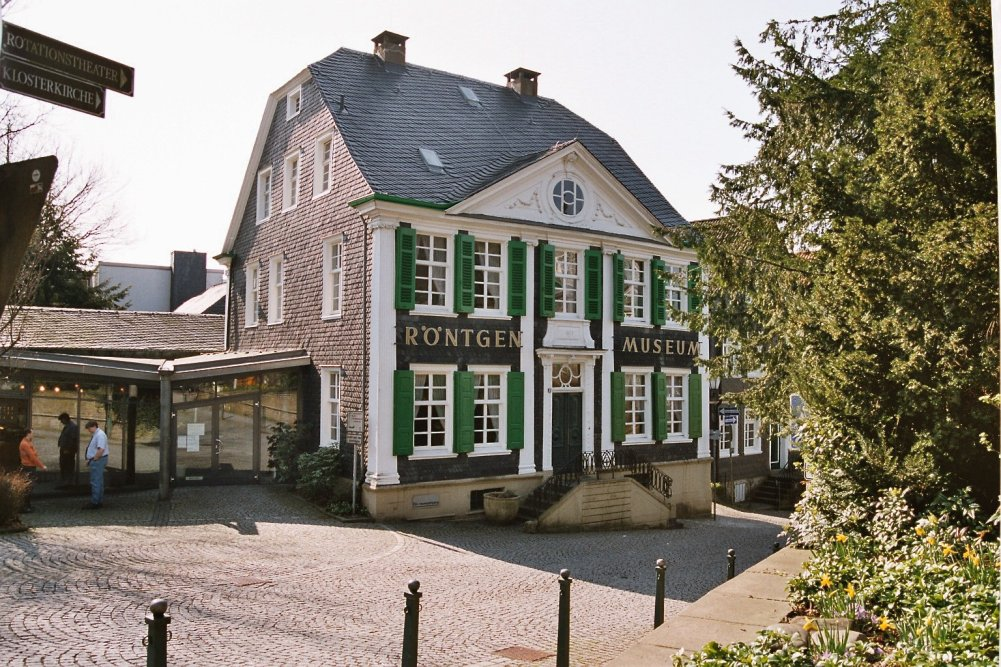
Das Deutsche Röntgen-Museum in Remscheid-Lennep befindet sich in einem voll verschieferten Patrizierhaus im Stil des Bergischen Landes

Das Bergische Haus (oder Bergische Bauweise) ist ein im Bergischen Land verbreiteter Fachwerkhaustyp.

## Merkmale
Typisch für den Fachwerk-Ständerbau sind heute die grünen Fensterläden (im Bergischen Schlagläden genannt), weiße Tür- und Fensterlaibungen in Verbindung mit schwarzem Ständerwerk und weißem Lehmgefache sowie die grau-schwarzen Schieferfassaden und/oder Bruchsteinsockel. Die typische Farbenkombination Grün-Weiß-Schwarz / Schiefergrau wird als Bergischer Dreiklang gekennzeichnet.
Oft führt eine Steintreppe zur Haustür hinauf.
Die Schieferfassade diente als Wetterschutz für das Gefache und war – je nach Stand und Reichtum des Hausbesitzers – entweder lediglich auf der primär windzugewandten Seite angebracht oder an allen vier Seiten, um das gesamte Gefache schützen zu können. Der Schiefer zeigt den regionalen Bezug des Hauses zur geologischen Einheit des Rheinischen Schiefergebirges.
Für den Bauernhaustyp (im Gegensatz zum ansonsten identischen, aber etwas größeren Kleinstadttyp) ist die grüne Haustür mit separater Ober- und Untertür ein weiteres Merkmal des Bergischen Hauses.

## Geschichte

### Ursprünge
Im traditionell landwirtschaftlich und handwerklich geprägten Bergischen Land war das bergische Bauern- und Bürgerhaus bis in die Mitte des 18. Jahrhunderts fast ausschließlich als einfaches Fachwerkhaus mit schwarzem Gebälk und hellweiß gefärbtem Gefache ausgebildet. Die dazu verwendeten Materialien konnten regional abgebaut werden: Das Eichenholz für das Gebälk stammte aus den bergischen Wäldern, der Lehm wurde in einer der zahlreichen Lehmgruben abgebaut. Das Dach der Gebäude war ursprünglich mit Stroh gedeckt, die Wetterseite des Hauses war zum Schutz vor Regenwasser verbrettert oder verschindelt.:11
In wirtschaftlich schwierigen Zeiten nach Ende des Dreißigjährigen Krieges ab der zweiten Hälfte des 17. Jahrhunderts sah sich die Bevölkerung auf dem Land und in den wenigen kleinen Städten des Bergischen Landes nicht imstande, von der traditionellen, schmucklosen Bauweise des Bergischen Hauses abzuweichen. Eine Ausnahme bildeten Landesfürsten wie Johann Wilhelm und Karl Theodor, die etwa Schloss Benrath errichten ließen.:11
Ab Anfang des 18. Jahrhunderts erhielt der Schiefer Einzug in die Bergische Bauweise, er wurde ab Mitte des 18. Jahrhunderts verbreitet und ersetzte die äußerst witterungsanfälligen Holzschindeln. Der im Bergischen Land verwendete Schiefer stammte zunächst aus der Moselregion sowie aus Frankreich. Doch der Einsatz des dunklen Schiefers verdüsterte zunehmend das ursprünglich helle Bergische Haus, so dass viele Bauherren es sich zur Aufgabe machten, Tür- und Fensterrahmen sowie Balken weiß anzustreichen. Die Fensterläden waren dagegen meist in grün gehalten. So entstand der heute als typisch empfundene sogenannte Bergische Dreiklang.:11, 12

### Bergischer Barock

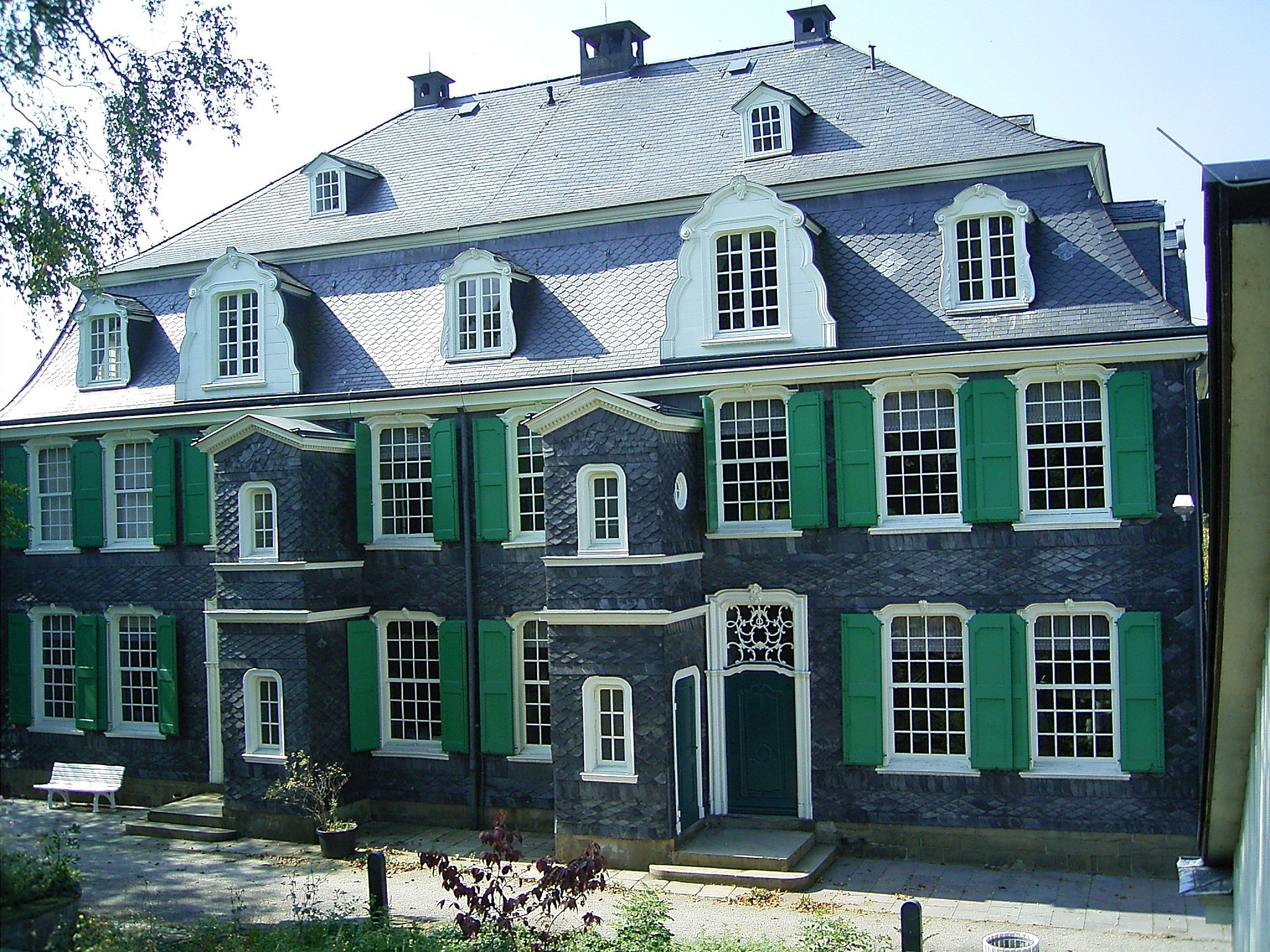
Haus Cleff, erbaut 1778/1779 im Stil des Bergischen Barock

Mit dem Einzug von barocken und Rokoko-Stilformen, vor allem in der zweiten Hälfte des 18. Jahrhunderts, erhielt das Bergische Haus eine zeitgemäße neue Ausprägung. Die Einfluss der französischen Dekorationsstile erfasste zunächst Düsseldorf, ehe er durch den Architekten Eberhard Haarmann auch auf die Städte Barmen, Elberfeld und Solingen überging. Zu den bedeutendsten Bauwerken des Bergischen Barock zählen die aus der Feder von Haarmann und dessen Bruder stammenden 1774 erbauten Häuser Wortmann und Molineus in Barmen, das Amtshaus von Barmen von 1775, Haus Wülfing von 1775 in Elberfeld, Haus Toelle von 1778 sowie das Haus Bredt-Rübel von 1784 in Barmen.:12
Die einheimischen Tischler- und Schnitzermeister griffen die französischen Dekorationsformen auf, fanden jedoch zumeist auch eine eigene Formensprache. Es bildeten sich unterschiedliche regionale Schwerpunkte heraus, so dass die repräsentativen Bürgerhäuser in Lüttringhausen, Gummersbach, Wermelskirchen, Haan und Langenberg weitgehend barock gestaltet waren, in Barmen, Remscheid und Solingen üblicherweise Rokoko, in Elberfeld, Lennep, Hückeswagen und Radevormwald hingegen zumeist klassizistisch.:13
Durch die Zerstörungen der Altstädte des Bergischen Landes im Zweiten Weltkrieg gingen viele der bedeutenden Bauwerke jedoch verloren. Bedeutende Beispiele für erhaltene Bauwerke in den Formen des Bergischen Barock sind das Haus Cleff in Remscheid sowie das Haus Harkorten in Hagen.

### Neubergischer Stil

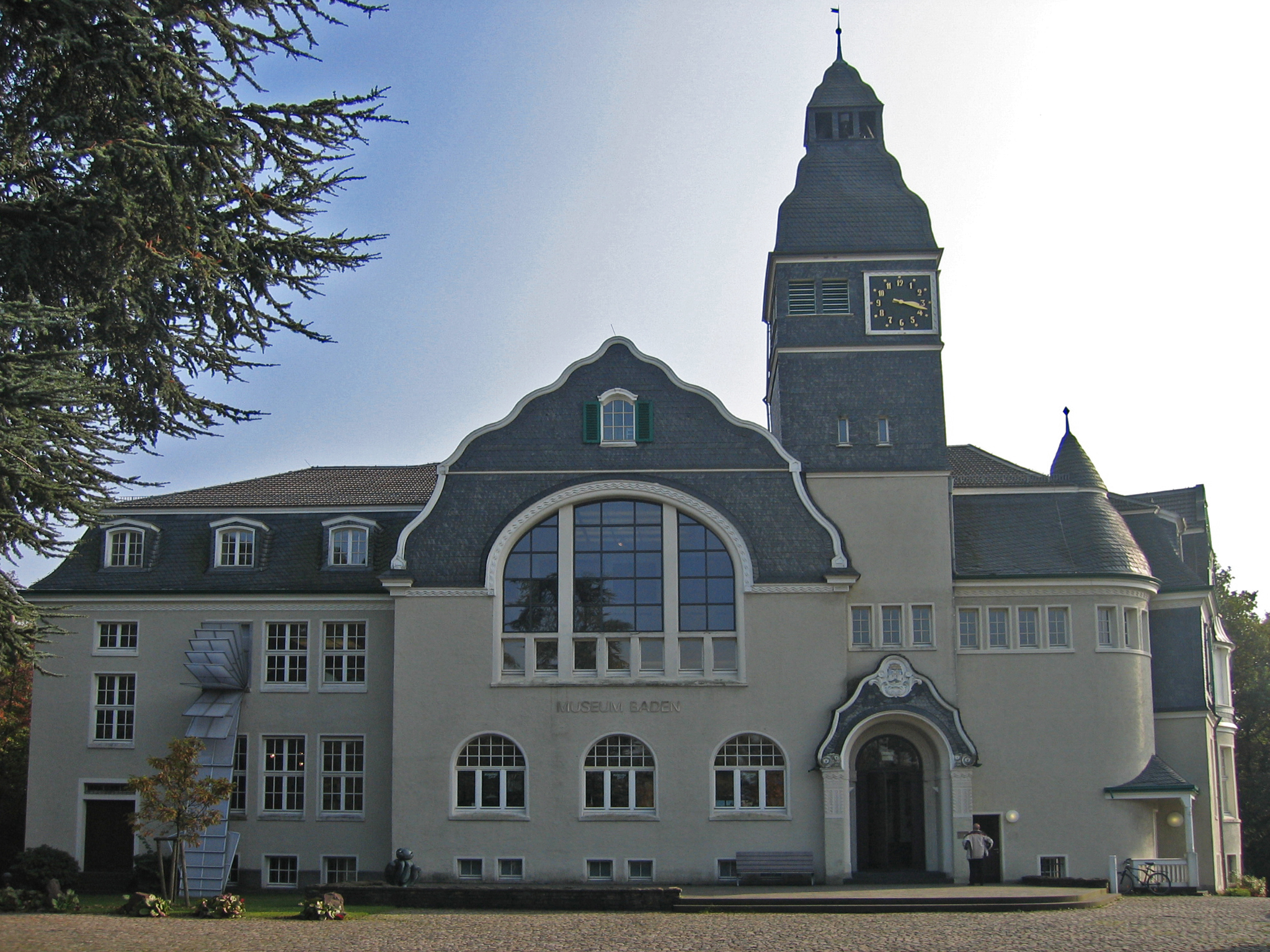
Ehemaliges Rathaus von Solingen-Gräfrath, erbaut 1907/1908 im Neubergischen Stil mit Jugendstilelementen

Anfang des 20. Jahrhunderts entstand eine historisierende Bewegung im Rahmen der Heimatschutzarchitektur, welche zu einer Fülle an regionaltypischen Gebäuden im Bergischen Land führte. Vom altbergischen Stil unterscheidet sich diese Architekturform durch höhere Gebäude mit massiven Außenwänden. Ein Beispiel für den Neubergischen Stil ist das Rathaus Gräfrath.